# Robert Herron
Robert Herron (Los Angeles, 2 giugno 1992) è un giocatore di football americano statunitense che gioca nel ruolo di wide receiver per i Tampa Bay Buccaneers della National Football League (NFL). Fu scelto nel corso del sesto giro (185º assoluto) del Draft NFL 2014. Al college giocò a football all'Università del Wyoming.

## Carriera professionistica

### Tampa Bay Buccaneers
Herron fu scelto nel corso del sesto giro del Draft 2014 dai Tampa Bay Buccaneers. Debuttò come professionista subentrando nella settimana 1 contro i Carolina Panthers. La settimana successiva ricevette i primi due passaggi, per 13 yard. Il primo touchdown in carriera lo segnò nella settimana 5 contro i New Orleans Saints. La sua prima stagione si chiuse con 6 ricezioni per 58 yard in otto presenze.

## Statistiche
| Partite totali      | 3  |
| Partite da titolare | 0  |
| Ricezioni           | 3  |
| Yard ricevute       | 18 |
| Touchdown           | 0  |

Statistiche aggiornate alla stagione 2014